# 嶺南日報杯プロ最高手戦
嶺南日報杯プロ最高手戦（れいなんにっぽうはい プロさいこうしゅせん、영남일보배 프로최고수전）は、韓国の囲碁の棋戦。嶺南日報の創刊60周年を記念して、2005年に1期行われた。
- 後援 嶺南日報
- 優勝賞金 2500万ウォン
- 出場者 韓国囲碁棋士ランキングの上位4名と、招待選手4名の、計8名。
- 方式 トーナメント制で行い、決勝戦は三番勝負。
- コミは6目半。
- 持時間は各20分、40秒の秒読み3回。

## 結果
- 1回戦（2005年10月29日、大邱インターブルゴホテル）
  - 朴永訓 - 曺薫鉉、李世乭 - 朴鋕恩、趙漢乗 - 河燦錫、李昌鎬 - 劉昌赫
- 準決勝（同）
  - 朴永訓 - 李世乭、趙漢乗 - 李昌鎬
- 決勝（2005年11月15、22、22日、韓国棋院囲碁TVスタジオ）
  - 朴永訓 2-1 趙漢乗